# Сілбаннак
Сілбаннак (лат. Mar. Silbannacus) — римський імператор-узурпатор, скоріш за все гальского походження, середини III століття. Відомий більш за всього з двох монет, тому всякі дані про його особистість і обставини приходу до влади представляють лише гіпотези та припущення.Згідно з деякими історичними джерелами, Сілбаннак згадується як можливий узурпатор, який ненадовго мав імператорський титул. Проте є мізерні докази, які підтверджують його правління, а подробиці про його життя, дії та тривалість правління залишаються в основному невідомими.

## Контекст
Діяльність Сілбаннака розгорталася на фоні кризи ІІІ століття у Римській Імперії. Початком кризи послужило вбивство останнього представника династії Северів, імператора Александра Севера, його ж власними військами у 235 році. Це стало початком 50-річного періоду, протягом якого на титул імператора претендували щонайменше 26 військових та аристократів. Здебільшого, вони були командувачами легіонів римського війська та приходили до влади з ініціативи своїх солдатів, захоплюючи Рим, або інші значні населені пункти імперії. Тому сучасними істориками ці імператори називаються «солдатськими». Цілком ймовірно, що Сілбаннак був одним з таких ''імператорів''.

## Історичні джерела
Згадки про цього узурпатора не містяться в жодному наративному історичному джерелі, що дійшов до нашого часу. Довгий час про існування Сілбаннака було відомо тільки з одного антонініана. Враховуючи те, наскільки массовим було карбування монет у Римській імперії, сам факт існування лише одного відомого антонініана Сілбаннака ставив під сумнів, як і справжність монети, так і існування іпостасі Сілбаннака в цілому.
Ця монета була знайдена, ймовірно, у Лотарингії. Вона була продана Британському музею швейцарським торговцем в 1937, проте відомості про неї були опубліковані через три роки — в 1940. Маса антонініану становить 54,5 грана (3,532 грама). На аверсі монети знаходиться портрет узурпатора та напис: «IMP MAR SILBANNACVS AVG» (укр. Імператор Мар. Сілбаннак Август). Скорочення "Mar." інтерпретується дослідниками по-різному: це може бути такі імена, як Марцій (лат. Marcius). На реверсі зображений Меркурій, який в одній руці тримає богиню Вікторію, а в іншій — кадуцей, а також міститься напис: «VICTORIA AVG» (укр. Перемога Августа).
Поява Меркурія, бога, який рідко використовувався до кінця третього століття, на першій монеті Сілбаннака  може вказувати на зв’язок із Галією, оскільки Меркурій, здається, був популярний у цьому регіоні, навіть галльський імператор Постум (260-269) мав зображення Меркурія на своїх монетах. Однак це може означати лише те, що Сілбаннак мав деякі галльські зв’язки, а не те, що це було місце його походження чи навіть діяльності.
Зосередження уваги на  Меркурії з монети Сілбаннака може бути ще однією ознакою її походження з середини третього століття, оскільки такі імператори, як Децій і Валеріан (253—260), намагалися зміцнити єдність імперії через просування римської релігії та традиційних практик (обидва зрештою запам'яталися гонителями християнства).
До 1996 року цей антонініан був єдиною відомою монетою Сілбаннака і неофіційно серед нумізматів називався «Святим Граалем римської нумізматики» через свою надзвичайну рідкість. У 1996 році було знайдено та опубліковано ще одну монету Сілбаннака, виявлену в районі Парижа. На аверсі знаходиться таке саме зображення, як і на попередній монеті, на реверсі є напис «MARTI PROPVGT» (укр. Марсу-захиснику) і зображення самого Марса — у військовому спорядженні, зі щитом, опущеним на землю та списом.

## Ім'я
Навіть перед тим, як розглядати потенційні терміни та обставини його правління, ми повинні звернути увагу на саме ім'я «Silbannacus». Не тільки немає жодного імператора чи узурпатора з таким іменем, але й саме ім’я є незвичайним, що дає нам  ймовірність того, що «Silbannacus» було спотвореним або неправильним написанням більш впізнаваного імені чи слова.
Такі помилки на монетах зафіксовано – імператор Ліциній I (308-324), Licinius - з’являвся на монетах як LICINVS, так і LICINNIVS, Vetranio, узурпатор на Балканах у 350 р. карбував монети з помилковим написанням його імені VERTANIO, можливо це віддзеркалення того, як поспішно було організовано узурпацію Сілбаннаком.
Якби ім’я цього узурпатора було б не Silbannacus, можливо, найбільш очевидним спотворенням/орфографічною помилкою було «b» у Silbannacus, яка може бути прихованою літерою «v». «Silvannacus» тоді мав би набагато більш впізнаваний вигляд. Можна побачити, що його ім’я відбиває зв’язок із Сільваном, римським богом полів і лісів, котрий мав Етруське походження. Було б натяжкою через це приписувати північноіталійське коріння Сілбаннаку або взагалі зв'язок з італіками Цизильпійської Галії, але північна Італія була регіоном, де римська та галльські культури перетиналися, тому версія італійського походження Сілбаннака малоймовірна, але цілком можлива.

## Історичні реконструкції
Сільвіанна Естіо, ґрунтуючись на аналізі імен військових, що походили з Цизальпійської Галлії, висловлює припущення, що Сілбаннак був родом із цієї провінції.
Через вкрай недостатню кількість джерел усі припущення як про хронологію, так і про географічну локалізацію та характер узурпації Сілбаннака досить умоглядні. До виявлення другої монети історики вважали, що виступ цього претендента на трон стався під час правління Філіпа I Араба, оскільки на підставі стилістичної схожості монету датували її епохою цього імператора. Також, виходячи з місця знахідки монети, робився висновок, що Сілбаннак діяв на рейнському кордоні, а його антонініан був викарбуваний на галльському або німецькому монетному дворі.
У 1996 році, після виявлення другої монети, С. Естіо проаналізувала її та запропонував наступну версію подій. На її думку, реверс цієї монети показує близькість з іншим короткостроковим правителем — Еміліаном і дозволяє таким чином точніше датувати виступ Сілбаннака восени 253 року. Вона указує на те, що стилістично другий антонініан схожий на монети, що випускалися не в Галлії чи Німеччині, а в самому Римі. На цій підставі Естіо припустила, що Сілбаннак знаходився в Римі в той час, коли Валеріан I рухався на місто з метою придушити повстання Еміліана. Можливо, Сілбаннак був союзником чи молодшим співправителем Еміліана, якого той залишив у столиці, коли сам вирушив проти Валеріана. Можна вважати, що Сілбаннака проголосили імператором у відповідь оголошення сина Валеріана Галлієна цезарем. Судячи з усього, монети Сілбаннака не були вилучені з обігу і використовувалися для виплати платні військам, що стояли в Галлії та на рейнському кордоні, чим і можна пояснити місця їхнього перебування.